# 台湾の国民小学一覧の一覧
台湾の国民小学の一覧については、各地方行政組織別の一覧を参照の事
- 台北市の国民小学一覧
- 新北市の国民小学一覧
- 台中市の国民小学一覧
- 台南市の国民小学一覧
- 高雄市の国民小学一覧
- 基隆市の国民小学一覧
- 新竹市の国民小学一覧
- 嘉義市の国民小学一覧
- 桃園市の国民小学一覧
- 新竹県の国民小学一覧
- 苗栗県の国民小学一覧
- 彰化県の国民小学一覧
- 南投県の国民小学一覧
- 雲林県の国民小学一覧
- 嘉義県の国民小学一覧
- 屏東県の国民小学一覧
- 宜蘭県の国民小学一覧
- 花蓮県の国民小学一覧
- 台東県の国民小学一覧
- 澎湖県の国民小学一覧
- 金門県の国民小学一覧
- 連江県の国民小学一覧